# Gonolobus chloranthus
Gonolobus chloranthus är en oleanderväxtart som beskrevs av Diederich Franz Leonhard von Schlechtendal. Gonolobus chloranthus ingår i släktet Gonolobus och familjen oleanderväxter. Inga underarter finns listade i Catalogue of Life.